# LWS-7 Mewa II
Le LWS-7 Mewa II (en français : « Goéland ») était un avion d'observation et de reconnaissance aérienne rapprochée polonais, conçu en 1939 par LWS comme une évolution du LWS-3 Mewa. Son développement fut ordonné par la force aérienne polonaise, mais aucun prototype ne fut construit.

## Conception et développement
Évolution du premier Mewa, le LWS-7 reçut de nouvelles ailes et un nouveau fuselage semi-monocoque avec une traînée réduite. Il devait être équipé d'un moteur PZL Pegaz XX — un Bristol Pegasus fabriqué sous licence — plus puissant, développant 916 ch (683 kW), voire un moteur PZL Waran de 1 000 ch (750 kW) en cours de conception. Sa vitesse maximale était estimée à une valeur comprise entre 400 et 420 km/h.
Avant l'éclatement de la Seconde Guerre mondiale, seule une maquette en bois de tests aérodynamiques avait pu être fabriquée. Les essais, menés par l'institut aérodynamique de l'école polytechnique de Varsovie, montrèrent que la vitesse maximale de l'avion pouvait en fait être estimée à une valeur plutôt comprise entre 420 et 425 km/h, soit environ 60 km/h de plus que le LWS-3. Des dessins techniques complets auraient été préparés à l'été 1939 (affirmation non confirmée) et le premier prototype devait être construit à l'automne de la même année. Le premier vol était prévu pour le printemps ou l'automne 1940, tandis que le démarrage de la production aurait dû arriver vers l'automne 1940 ou l'hiver 1941. Le premier appareil de production devait être réceptionné par la force aérienne polonaise au début de l'année 1941. Tous ces plans furent toutefois brutalement stoppés par l'éclatement de la Seconde Guerre mondiale, dont la première action majeure fut justement l'invasion de la Pologne.
En septembre 1939, les dessins de l'avion furent évacués vers l'ambassade de Pologne en Roumanie par le directeur de LWS, Aleksander Sipowicz. De nombreuses publications affirment qu'ils furent confisqués par les Bulgares, mais il n'est actuellement pas possible de confirmer ces dires. Il est en fait possible que ce soient plutôt les plans d'une version du LWS-3, le LWS-3B.

## Utilisateur prévu
- Pologne :
  - force aérienne polonaise.